# Nicolau Tous i Mirapeix
Nicolau Tous i Mirapeix   (Igualada, c. 1810 - Barcelona, 14 de maig de 1892) fou un empresari català.

## Biografia

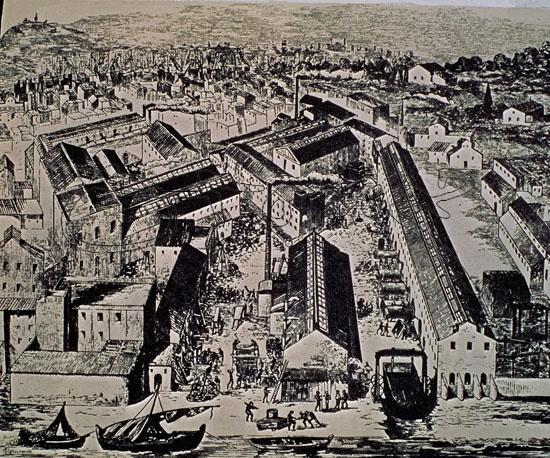
Gravat del dels tallers de La Maquinista Terrestre i Marítima a la Barceloneta

Era fill de l'empresari igualadí Nicolau Tous i Soler i d'Antònia Mirapeix. Es va formar en l'ofici de la fosa. Degut a les necessitats de maquinària per a la indústria cotonera catalana, el seu pare el va enviar a la ciutat de Thann (Alsàcia), on va poder estudiar les novetats d'aquesta indústria.
El 1838 ell i el seu pare van establir La Barcelonesa, un primer taller de construcció de maquinària, en un convent de frares caputxins derruït i desamortitzat a la Rambla del Centre. Es varen beneficiar de la prohibició que havia establert Anglaterra per a l'exportació de maquinària per a filats, que pretenia protegir la supremacia tècnica d'aquell país.
El 1841, juntament amb el seu pare i Celedonio Ascacíbar, va constituir la societat comanditària Tous, Ascacíbar y Compañía que s'instal·là en el convent de Sant Agustí Nou, al carrer de Sant Pau, dedicada a la fabricació de maquinària i peces de fosa i que es va convertir en una de les principals empreses del sector. El 1855, es va fusionar amb l'empresa Valentín Esparó y Consocios per a crear la La Maquinista Terrestre i Marítima, de la que Nicolau Tous i Mirapeix en fou codirector fins a la mort.
Va ser tresorer de la comissió organitzadora de l'exposició de Barcelona del 1860. El 1871-1872 va projectar els ponts de metall de la línia de ferrocarril de Sant Joan de les Abadesses a Barcelona, juntament amb l'enginyer Josep Maria Cornet.
Una de les seves frases predilectes fou La industria no vive del negocio del día; vive del crédito de siempre. Va morir a Barcelona el mes de març de 1892.